# Philadelphia Eagles
Philadelphia Eagles er et footballhold, som spiller i NFL. Holdet blev grundlagt i 1933, og har base i Philadelphia, Pennsylvania.
Holdet spiller netop nu på Lincoln Financial Field.
Eagles vandt NFC East 2001-2005 og er af mange anset som det bedste hold i NFC i tidsperioden 2000-2006.
Før 2010 sæsonen var Kevin Kolb udset til at være holdets starter, men efter en hjernerystelse i spilleuge 1, fik Michael Vick chancen – og greb den! Han spillede en forrygende sæson, og blev senere valgt til Pro Bowl.
Eagles var i 2005 i Super Bowl, men tabte dog til New England Patriots. I 2018 vandt Philadelphia Eagles Super Bowl LII med en sejr over netop New England Patriots.